# Одеський чорний

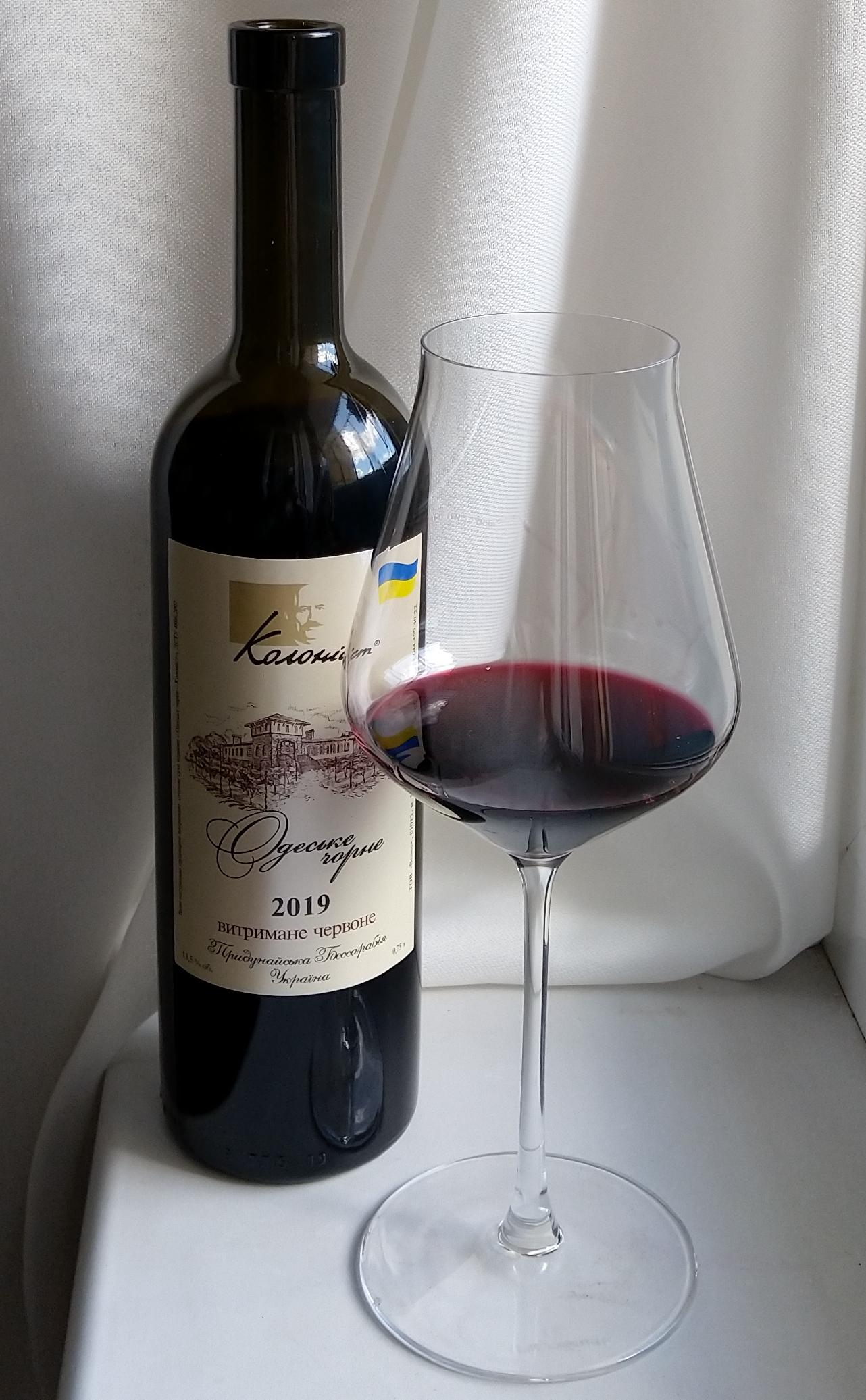
Вино з аліберне

Одеський чорний або аліберне — український технічний сорт червоного винограду.

## Історія
Сорт був створений шляхом схрещування сортів Алікант Буше та Каберне Совіньйон у національному науковому центрі «Інститут виноградарства і виноробства ім. В. Є. Таїрова». Рік реєстрації нового сорту — 1972.  

## Розповсюдження
Сорт у промислових масштабах вирощується в Одеській та Миколаївській області. Невеликі площі виноградників є у Чехії та Словаччині.

## Характеристика сорту
Лист середньої величини, округлий, 3 або 5-лопатевий, хвилястий. Верхні вирізи середньої глибини або дрібні, відкриті, щілиноподібні. Черешкова виїмка відкрита, склепінчаста або стрілоподібна. Нижній бік листа має опушення. Квітка двостатева. Гроно середньої величини (довжиною 13-16, шириною 7-12 см), конічне, пухке. Ніжка грона товста, досить довга. Середня маса грона 140, максимальна 280 г. Ягода середньої величини (діаметром 13-16 мм), округла, чорна, з густим нальотом кутину. Середня маса 100 ягід 140 г. Шкірочка міцна, м'якоть соковита. Сік інтенсивно забарвлений в рубіновий колір. В ягоді 2-3 насінини. Механічний склад грона у відсотках: сік — 72,1, гребені — 3,5, насіння — 2,4, шкірка і щільні частини м'якоті — 22. Цукристість соку 18,3-23 г/100 мл, кислотність 5,8-9,7 г/л.
Від розпускання бруньок до технічної зрілості ягід проходить 160-165 діб при сумі активних температур 3000-3200 °C. Дозрівання ягід настає наприкінці вересня — перших числах жовтня. Сила росту пагонів середня, визрівання лози 80-90%. Врожайність висока і стабільна 120-130 ц/га. Кількість плодоносних пагонів 70-85%. Сорт винограду Одеський чорний відносно стійкий до сірої гнилі ягід і оїдіуму. При сприятливих осінніх умовах і гарному визрівання лози сорт відрізняється підвищеною зимостійкістю.

## Характеристика вина
З Одеського чорного виготовляють сухі та десертні червоні вина. Вина мають насичений смак та колір.